# Tyche potiguara
Tyche potiguara is een krabbensoort uit de familie van de Epialtidae. De wetenschappelijke naam van de soort is voor het eerst geldig gepubliceerd in 1952 door Garth.